# Cryptophion tickelli
Cryptophion tickelli là một loài tò vò trong họ Ichneumonidae.